# The Radio Dept
The Radio Dept. — инди-поп-группа из города Лунд (Lund), Швеция.

## История
Группу основали в 1995 году школьные товарищи Элиной Альмередой (Elin Almered) и Йоханом Дункансоном (Johan Duncanson). Группу  назвали так же, как и бензоколонку, которая позже стала радиомастерской, которая называлась Radioavdelningen (что соответствует The Radio Department на английском). Однако Альмеред и Дункансон вскоре перестали играть вместе и приостановили деятельность группы. Группу возродили тремя годами позже, в 1998 году. когда Дункансон начал работать с Мартином Ларсоном (Martin Larsson).
Осенью 2001 года бас-гитаристка Лиза Карлберг (Lisa Carlberg), девушка Ларсона, Пер Блумгрен (Per Blomgren), барабанщик и Даниел Щедер (Daniel Tjäder), клавишник, присоединились к группе.
Позже, в 2001 году, группа отправила свои записи в журнал Sonic, получив положительные отзывы. Записи группы были на компакт-диске, который выходил вместе с журналом. Таким образом с творчеством группы познакомились Labrador Records и подписали с музыкантами контракт. На сегодняшний день Labrador Records — один из лучших шведских инди-лейблов.
Пер Блумгрен покинул группу до выпуска альбома Lesser Matters, Лиза Калрберг ушла после выхода мини-альбома This Past Week. Согласно их веб-сайту, группа решила использовать цифровые записи ударных и заявила, что для их нового альбома «они решили работать в новом направлении, которое не требует участника бас-гитариста».
Группа получила широкое признание после трех композиций («Pulling Our Weight» из Pulling Our Weight EP, «I Don’t Like It Like This» из This Past Week EP и «Keen on Boys» из Lesser Matters), которые были использованы в саундтреке к фильму Софии Копполы «Мария-Антуанетта».
В начале 2006 года был издан второй альбом Pet Grief. Искаженное гудение, которое украшало их дебютные альбомы, теперь было заменено синтезатором. Альбом не получил распространения в остальной части Европы, включая Великобританию, до конца 2006 г. Из-за небольшого количества туров вокруг нового альбома не было ажиотажа. NME оценила Pet Grief в 7 из 10, другие же журналы не были так благосклонны, но Pet Grief обрел популярность среди возрастающего числа фанатов во всем мире благодаря Интернету.
К концу 2006 года новая композиция, «We Made the Team», была издана как 100-й выпуск на Labrador. Эта же композиция была финальной на диске, который Labrador Records выпустила в подборке ста записей. Хотя все туры по Великобритании, кроме одного, были отменены, считается, что группа приступила к работе над новым альбомом.
Предпоследний альбом The Radio Dept. «Lesser Matters» считается классикой европейского поп-рока: за него группа получила более 10 престижных премий, среди которых приз NME «Лучшая пластинка года».
В мае 2008 группа выпустила новый EP «Freddie And The Trojan Horse», включающий треки «Freddie And The Trojan Horse», «Closing Scene» и «The Room, Tarzana» .Новый LP «Clinging to a Scheme» издан на Labrador Records в 2010 году.

## Звучание
Творчество группы связывают с такими жанрами как инди-поп, шугейзинг, тви-поп. The Radio Dept сравнивают с Pet Shop Boys, The Notwist, My Bloody Valentine и Cocteau Twins.
Согласно веб-сайту группы, влияние на творчество оказали Шарль Азнавур, St. Ettienne, Broadcast, Фрэнк Синатра, Joy Division, Pet Shop Boys, Chet Baker, Fennesz, Ник Дрейк, Кевин Роуленд, Prefab Sprout, Paddy McAloon, Junior Boys, Orange Juice, Kraftwerk, Neu!, Джонатан Ричмэн, The Avalanches и The Pale Fountains.

## Дискография

### Альбомы
- Lesser Matters, CD, Labrador 2003 (LAB035)
- Pet Grief, CD, Labrador 2006 (LAB095)
- Clinging to a Scheme, CD/VINYL, Labrador 2010 (LAB105)
- Running Out of Love (2016)
- I Don't Need Love, I've Got My Band (2019)

### Мини-альбомыисинглы
- Against the Tide 7", Slottet 2002
- Annie Laurie EP, Slottet 2002
- Liebling 7", Slottet 2002
- Where the Damage Isn’t Already Done, CDEP, Labrador 2002 (LAB033)
- Pulling Our Weight, CDEP, Labrador 2003 (LAB058)
- Why Won’t You Talk About It?, CDEP, XL 2004 (REKD41CD)
- This Past Week, CDEP, Labrador 2005 (LAB068)
- The Worst Taste in Music, CDEP, Labrador 2006
- We Made The Team, MP3/Single, Labrador 2006 (DLAB0002)
- Freddie and the Trojan Horse, CD/Single, Labrador 2008 (LAB111)
- David, CD/Single, Labrador 2009 (LAB124)
- Heaven's on fire, CD/Single, Labrador 2010 (LAB129)
- Teach Me To Forget EP, CD/12", Labrador 2017 (LAB162)

## Дополнительные ссылки
- Страница группы в Facebook
- The Radio Dept в X